# あえて無視するキミとの未来 〜Relay broadcast〜
『あえて無視するキミとの未来 〜Relay broadcast〜』（あえてむしするキミとのみらい）は、2012年11月30日にALcotハニカムより発売された日本のアダルトゲームである。

## ストーリー
（出典：）
主人公・沢渡拓郎は未来を見る能力を持っている。これから起きる出来事が分かってしまうために努力が虚しく思えてしまい、拓郎は無気力な学園生活を送っていた。そんな拓郎の前に転校生の三咲爽花が現れる。彼女は拓郎の未来視を何度も覆す。未来を変えてしまう彼女に拓郎は驚くが、ある日、拓郎と爽花が恋人同士になっている未来を見てしまう。未来視通りに拓郎は爽花と付き合うことになるのか、それとも爽花の影響で予測と違う未来が訪れるのか。

## 登場人物

### メインキャラクター
（出典：）
沢渡 拓郎（さわたり たくろう）
主人公で緑南学園の2年生。孤児であったが、10歳のときに沢渡家に引き取られた。旧名は片瀬。学園では放送部に所属している。美形でかなりモテている。未来視ができるために達観しており、物事に本気になれずにいる。実はブルマフェチである。
三咲 爽花（みさき そうか）
声 - 北見六花
身長：161cm。スリーサイズ：83/55/82
拓郎のクラスに来た転校生。落ち着いた雰囲気の美少女だが、内面は熱血系である。言いたいことがあれば誰にでも物怖じせずに言う性格をしている。拓郎と正反対の考え方をしており、「未来は変えられる」という固い意志を持つ。
沢渡 七凪（さわたり ななぎ）
声 - 雪都さお梨
身長：153cm。スリーサイズ：77/53/77
拓郎の義理の妹。拓郎にかわいがられて育ったため、極度のブラコンである。普段は礼儀正しいが、兄のこととなると異常な言動をする。
真鍋 計（まなべ けい)
声 - 桐谷華
身長：155cm。スリーサイズ：87/55/85
拓郎の幼なじみでとても元気なクラスメイト。普段は「タク」と呼ぶが、「沢渡さん」と拓郎を呼ぶときは拓郎とコントのような会話をする。周囲の人間は拓郎と付き合っていると誤解している。しかし、本人たちは気にしてない。
橘 南（たちばな みなみ）
声 - 上田朱音
身長：165cm。スリーサイズ：90/58/85
放送部の部長にして、学園長の娘。口数が少ないために冷たい印象を持たれるが、実際は優しい性格をしている。拓郎が入学した直後に落ち込んでいたときに励ましたことから、拓郎に慕われている。

### サブキャラクター
（出典：）
田中 流々（たなか るる）
声 - 林田澄香
拓郎と計の幼なじみ。過去に転校のため拓郎達と別れたが、最近になって拓郎の住む町に戻ってきた。放送機材に関する知識が豊富で、放送部の他のメンバーをカバーする。
『そして初恋が妹になる』のヒロインの田中寧々子は妹である。
鬼藤 小豆（きとう あずき）
声 - 真宮ゆず
放送部の顧問かつ拓郎のクラス担任。外見は幼いが24歳の立派な大人である。言動が子供っぽいため教師としての頼りがいはないが、学生たちからは慕われている。
御幸 祥子（みゆき しょうこ）
声 - 水崎来夢
拓郎のクラスメイトで生徒会書記を務める少女。外見が地味なためあまり目立たない。真面目で優しい性格をしている。クラスでは拓郎や小豆に振り回されて苦労している。
神戸 修二（こうべ しゅうじ）
声 - 柚木ヒロ
拓郎のクラスメイトであり親友。不良っぽい外見をしているが、実際は優しい性格である。拓郎と共に南に対して強い憧れを抱いている。
湯川 ナナカ（ゆかわ ナナカ）
声 - 樹林凛子
学園の生徒会長。水泳部に所属しており、優秀な水泳選手である。正義感が強く、だらけた雰囲気の放送部を何かと敵視している。口調は丁寧でお嬢様っぽいが、ごく普通の家庭で育った一般人である。
橘 薫（たちばな かおる）
声 - 黒瀬鷹
拓郎の通う学園の学園長であり、南の父親。8年前に離婚したため、現在は南と2人で暮らしている。厳格な性格をしているため、生徒や教師を厳しく叱責することがしばしばある。そのため、周りの人間から恐れられており、学園長に対して意見を言える人間はいない。

## スタッフ
- 原画[3] - 風見春樹（爽花など[2]）、タコ焼き（七凪、計など[2]）、Riv（南など[2]）
- SD原画 - あおなまさお[1]
- 企画・シナリオ[3] - 瀬尾順
- プロデュース - 宮蔵[8]

## 主題歌
オープニングテーマ「SIGNAL」
歌・作詞 - tohko / 作曲・編曲 - 椎名俊介（Angel Note）
エンディングテーマ「未来は…」
歌・作詞・作曲 - 中山マミ（Angel Note） / 編曲 - 井ノ原智（Angel Note）